# 大塩郵便局
大塩郵便局（おおしおゆうびんきょく）は、兵庫県姫路市にある郵便局。民営化前の分類では無集配特定郵便局であった。

## 概要
住所：〒671-0103 兵庫県姫路市大塩町宮前8
かつては集配特定郵便局だったが、集配業務は民営化の前年に姫路南郵便局へ移管された。

## 沿革
- 1872年（明治5年）旧7月 - 大塩郵便取扱所として開設[1]。
- 1875年（明治8年）1月1日 - 大塩郵便局（五等）となる。
- 1885年（明治18年） - 貯金取扱を開始。
- 1892年（明治25年）3月16日 - 為替取扱を開始。
- 1956年（昭和31年）3月1日 - 八木郵便局[2]から電報配達業務の一部[3]を移管[4]。
- 1965年（昭和40年）8月29日 - 電話交換、和文電報配達、国内欧文電報配達および国際電報配達業務を、姫路電報電話局に移管。
- 1971年（昭和46年）10月1日 - 国際電報受付事務を廃止。
- 2006年（平成18年）9月25日 - 集配業務を姫路南郵便局へ移管[5]。これと同時に郵便番号を変更（〒671-0199→〒671-0103）。
- 2007年（平成19年）10月1日 - 民営化。
- 2012年（平成24年）10月1日 - 日本郵便株式会社発足。

## 取扱内容
- 郵便、印紙、ゆうパック、内容証明
- 貯金、為替、振替、振込、国債
- 生命保険、バイク自賠責保険
- 地方公共団体事務（兵庫県住宅再建共済基金利用申込取次事務）
- ゆうちょ銀行ATM

## 周辺
- 大塩天満宮
- ノジギク自生地
- 姫路市立大塩小学校
- 姫路市立大的中学校
- 高砂市立北浜小学校
- 姫路大学
- 国道250号（浜国道）

## アクセス
- 山陽電鉄本線 大塩駅、じょうとんバス 山陽大塩駅停留所から南東へすぐ
- 姫路バイパス 高砂西ランプから南西へ約2.5km
- 駐車場あり：16台